# 帕拉尼加
帕拉尼加（羅馬化：Paranʹga）是俄罗斯马里埃尔共和国的市级镇、帕拉尼加区行政中心，地处马里埃尔共和国东部，在共和国首府约什卡尔奥拉东偏北方。伏尔加河流域内伊列季河一支流帕拉尼金卡河（Параньгинка）流经该地。
该地2021年人口有5,115人；2010年人口5,985；2002年人口6,716；1989年人口6,863。